# Премия «На Благо Мира»
Премия «На Благо Мира» (Премия за доброту в искусстве «На Благо Мира») — премия, вручаемая в рамках ежегодного одноимённого конкурса, учреждённая в 2011 году по замыслу певицы Валентины Толкуновой и писателя Александра Усанина.
Миссией конкурса является «создание гармоничного, здорового общества, в котором культура и искусство служат развитию, укреплению и распространению идей нравственности, справедливости и доброты». Премия присуждается по итогам пользовательского интернет-голосования и заключительного голосования Экспертного совета, в состав которого входят известные деятели искусства, культуры и спорта.
Премия вручается в 12 номинациях: «Художественное кино», «Художественное кино. Дебют», «Документальное кино», «Теле/видеопередачи», «Видеоролики», «Театр», «Анимация», «Художественная литература», «Познавательная литература», «Профессиональная песня», «Любительская песня», «Интернет-сайты».
Победители конкурса за первые, вторые и третьи места в каждой номинации получают по 100, 75 и 50 тыс. рублей соответственно, а также присуждается гран-при в размере 500 тыс. рублей, с вручением бронзовых позолоченных статуэток. В 2021 году общий призовой фонд конкурса составил 3,3 млн рублей.
Руководитель премии с 2019 года — актриса и телеведущая Инна Гомес.

## История
Замысел создания премии возник у российской певицы и актрисы, Народной артистки РСФСР Валентины Толкуновой и писателя, общественного деятеля Александра Усанина ещё в начале 2000-х годов, однако реализовать идею удалось лишь в 2011 году. По сообщению (2019) А. Усанина:
Идейным вдохновителем на самом деле является Валентина Толкунова. В наших с ней беседах она часто переживала, что разного рода награды зачастую присуждают исключительно с позиции профессионализма. Но главное-то кроется в посыле представленных работ. Как говорится, что человек в себя впускает, тем и наполняется его жизнь. Важно понимать: искусство служит культуре. А сейчас что происходит? Оно стало средством обогащения одних и инструментом развращения других. Произведения же должны быть и «вкусными», и полезными. Иначе они могут стать причиной «острого душевного отравления». Вспомним, к примеру, рыбу фугу, блюдо из которой, приготовленное неумелыми руками, грозит стать последним в жизни дегустатора. Соответственно для оздоровления всего общества мы и создали материк доброго искусства в океане под названием Интернет.
Как отметила руководитель премии Инна Гомес, сменившая на посту в апреле 2019 года А. Усанина: «Премия заботится о духовном росте людей, о внутреннем совершенстве человека, независимо от религиозных и политических взглядов. Именно через культуру людям дается понимание ценностей и смысла жизни»; «Мы считаем, что искусство обязано быть, прежде всего, благотворным. Ведь это вектор, направляющий людей по жизни. Хотите донести до соотечественников свои мысли и чувства? Добро пожаловать к нам!»

## Лауреаты

### 2012
Первые награждения премией «На Благо Мира» состоялись 25 мая 2012 года в Москве в Зале торжеств «Форум Холл».
Ведущие церемонии — руководитель проекта А. Усанин и актриса Светлана Левичева. Члены Экспертного совета — Инна Гомес, писатель Юрий Поляков, дирижёр Павел Коган, кинорежиссёр Борис Караджев, режиссёр-постановщик Михаил Чумаченко, телеведущие Татьяна Веденеева и Ирена Понарошку, рэп-исполнитель Dino MC 47, психотерапевт Александр Теслер, психолог Рами Блект. Художественный руководитель премии — режиссёр, основатель и художественный руководитель премии «Ника» Юлий Гусман.
Первая премия в номинации «Анимация» присуждена мультфильму «Про Василия Блаженного» режиссёра-аниматора Натальи Березовой (анимационная студия «Пилот»); 2-я премия — мультфильму «Милосердие» режиссёра Михаила Сафронова (анимационная студия «Да»); 3-я премия — мультфильму «Сказание о Петре и Февронии» режиссёра Надежды Михайловой (студия ВГИК). Награды в номинации вручали композитор детских песен Григорий Гладков и актриса Анастасия Макарова.
В номинации «Телевидение» награды получили документальные фильмы: 1-я премия — «Бабушка всей России» режиссёра Сергея Мерзлякова (студия «Вся Россия» телеканала Россия-1); 2-я премия — «Красивая жизнь Любы Манц и простая жизнь Максима Егорова» режиссёра Марии Догмаровой (студия «Вся Россия» телеканала Россия-1); 3-я премия — «Русский заповедник» режиссёра Валерия Тимощенко («Краснодарская киностудия имени Николая Минервина»). Вручал награды теле- и радиоведущий Алекс Дубас.
В номинации «Видео» награждены видео-сюжеты: 1-я премия — «Родовые поместья России» режиссёра Вадима Карабинского; 2-я премия — фильм-былина «Славное» режиссёра Андрея Шадрова; 3-я премия — «Я отказываюсь верить, что…» режиссёра Николая Беляева. Награды вручал руководитель проекта «Жди меня» Сергей Кушнерёв.
Номинация «Театр» (спектакли): 1-я премия — «Запомните нас весёлыми» режиссёра Михаила Чумаченко (Драматический театр «Колесо» имени Глеба Борисовича Дроздова); 2-я премия — «Варшавская мелодия» режиссёра Сергея Голомазова (Московский драматический театр на Малой Бронной); 3-я премия — «Конёк-Горбунок» режиссёра Евгения Писарева (Московский художественный театр имени Чехова). Вручала награды актриса театра Моссовета Валентина Талызина.
Номинация «Кино» (фильмы): 1-я премия — «Остров» режиссёра Павла Лунгина; 2-я премия — «Мы из будущего» режиссёра Андрея Малюкова; 3-я премия — «Притчи» режиссёра Виталия Любецкого. Призы вручала Инна Гомес.
Гран-при вручён Общероссийскому просветительскому проекту «Общее дело» (инициаторы проекта — наместник Сретенского монастыря архимандрит Тихон, профессор и общественный деятель Владимир Жданов). Приз вручали А. Усанин и Павел Коган.

### 2013
Кино: 1. «Два Дня»; 2. «Мамы» (Сарик Андреасян); 3. «Последняя игра в куклы».
ТВ: 1. «План Даллеса»; 2. «Победить рак» (Телеканал НТВ); 3. «Технология спаивания».
Видео: 1. «Розовый слон»; 2. «Шесть историй»; 3. «Взрослая игра».
Театр: 1. «Рассказы Шукшина» (Театр Наций); 2. «Пристань» (Театр им. Евгения Вахтангова); 3. «1900» (Театральное товарищество Олега Меньшикова).
Музыка: 1. «Блудный сын»; 2. «Рысиюния чарует очи» (Владимир Борисов); 3. «На благо мира» (Ирина Якупова и группа "НАМАСТЕ").
Поэзия: 1. «Желать другим добра»; 2. «Мальчишкам России посвящается»; 3. «Путнику».
Проза: 1. «Путешествия в поисках смысла жизни» (Рами Блект); 2. «Сказки доброты»; 3. «I.H.S» Под этим знаменем ты победишь.
Анимация: 1. «Лунтик и его друзья» (Студия Мельница); 2. «Чем люди живы» (Александр Кушнир); 3. «Везуха!».
Сайты: 1. «Ecofront»; 2. «Хобобо»; 3. «Помощь больным муковисцидозом».
Социальные проекты: 1. «Дыши как все»; 2. «Помоги ребенку.ру»; 3. «АдВита».
Гран-При: «Дети без мам».

### 2018
Художественное кино: 1. Герой; 2. 28 Панфиловцев; 3. Дурак.
Художественное кино. Дебют: 1. Ключи; 2. Собибор; 3. Тимур и команда.
Документальное кино: 1. Волга; 2. Каждая собака; 3. Отнятое сокровище.
Телепередачи: 1. Школа Доктора Комаровского; 2. Голос. Дети; 3. Смирение — слабость или сила.
Видеоролики: 1. Свет изнутри; 2. Дед Агван; 3. Подарите мне минуту.
Анимация: 1. Божий Дар; 2. Тайна едкого дыма; 3. Мой ребёнок знает.
Театр: 1. Чудесные странники; 2. Тайна белого лотоса; 3. Я — счастье.
Хужожественная литература: 1. Сказочная азбука; 2. Приключения мохнатика и Веничкина; 3. Курляндия.
Познавательная литература: 1. Иллюзия и реальность; 2. Тонкое строение человека; 3. Искусство семейного воспитания.
Популярная песня: 1. Пилигрим; 2. Не молчи; 3. Ты сказал.
Авторская песня: 1. Богу хвала; 2. Милость; 3. Мама подуй мне на душу.
Интернет-сайты: 1. Благодарение; 2. Дорога жизни; 3. Библиотекам в дар.
Гран-при: Свидетельство о любви.

### 2019
Видеоролики: 1. «Быть»; 2. «Найди своё место в мире»; 3. «Совесть».
Документальное кино: 1. «Путь героя»; 2. «Свои-чужие дети»; 3. «История одной дружбы».
Анимация: 1. «Не забывайте своих родителей»; 2. «Цветы короля»; 3. «Материнская любовь».
Интернет-сайты: 1. «Общее дело»; 2. «Сказочное радио Гамаюн»; 3. «А ты спас планету?».
Телепередачи: 1. «Живое русское слово»; 2. «Тин Спорту»; 3. «Семейный клуб». 4. Специальный приз — «Особые обстоятельства».
Познавательная литература: 1. «Учительское счастье»; 2. «Эволюция сознания»; 3. «Другзадруга». 4. Специальный приз — «Человек будущего. Воспитание родителей. Ответы на вопросы» Сергея Лазарева.
Авторская песня: 1. «Спасибо, дед»; 2. «Нет ничего, кроме любви…»; 3. «Весеннее волшебство»; 4. Специальный диплом — «Песенку о сентябре».
Художественное кино. Дебют: 1. «Кто следующий, мечтатели?»; 2. «Дети бога»; 3. «Бойцовая воля». 4. Специальный приз — «Новенький».
Художественная литература: 1. «Сварожьи ведосказы»; 2. «Пёстрой ленте»; 3. «Письма о войне»; 4. Специальный приз — предисловие Марии Баталовой к книге Алексея Баталова «Судьба и ремесло».
Театр: 1. «Мышонок — суперсыщик»; 2. «Чёрная курица»; 3. «Журавлиные перья»; 4. Специальный приз — «Человеческий коридор».
Художественное кино: 1. «Поверь в мечту»; 2. «Со дна вершины»; 3. «Данька»; 4. Специальный приз за кинотворчество, направленное на духовное и физическое оздоровление общества — "Кинокомпания «Амарант».
Популярная песня: 1. «Моя Родина»; 2. «Солдат Победы»; 3. «Деревенские сны»; 4. Специальный приз — «Гимн Вегетарианцев».
Гран-при в номинации «Художественное кино» — «Крик тишины».

### 2020
10 декабря 2020 года в Музее Победы состоялась V церемония награждения премией «На Благо Мира» в следующих номинациях:
Видеоролики: 1. Александр Образ («Пластиковый стаканчик»); 2. Краснодарская киностудия «ЛисАрт» («Кожура»); 3. Галина Шульц («Они живы, пока мы их помним!»). Награды вручал Григорий Гладков.
Интернет-сайты: 1. Марина Таргакова («Институт Прикладных Духовных Технологий»); 2. Международный детский фестиваль кино и телевидения «КИНОСВЕТ» («КИНОСВЕТ»); 3. Владислав Галынин, Анастасия Галынина («Рассветное радио»). Награды вручала актриса и телеведущая Олеся Витебская.
Познавательная литература: 1. Сергей Лазарев («Преодоление гордыни»); 2. Светлана Примак, АНО гражданско-патриотического воспитания молодёжи «Подвиги» («Волшебные сказки о детях-героях»); 3. Владимир Древс («Миллионер с хорошей кармой»). Награды вручал Александр Пятков.
Теле/видеопередачи: 1. Фонд социального кино («Если бы не мама»); 2. Протоиерей Владимир Петручик («Дежурный священник»); 3. Ирина Минигалеева («Дорога к храму. День семьи»). Награды вручала Оксана Фёдорова.
Театр: 1. Елена Борзова («Д.О.В. Дети, опалённые войной»); 2. Камерный драматический театр под руководством Б. И. Голодницкого («Леди Макбет Мценского уезда»); 3. Ася Князева («Волшебный театр Андерсена»). Награды вручала Нонна Гришаева.
Профессиональная песня: 1. Александр Коваленко Гольфстрим, Алина Яровая («Музыка Любви»); 2. Марина Таргакова, М. Нрисимхи, Ярослав Климанов («Почему мы так страдаем?»); 3. Алина Крочева («Плюшевый пёс»); 4. Специальный диплом — Даниил Хачатуров («Life/жизнь»). Награды вручала Татьяна Залужная (Любаша).
Документальное кино: 1. Николай Бурляев, Дмитрий Чернецов («Отменивший войну»); 2. Анна Барсукова («Голос за безгласных»); 3. Светлана Астрецова («Вертинский. Одинокий странник»); 4. Специальный диплом — Проект «Общее дело» («Алкоголь. Незримый враг»). Награды вручал зам. директора Музея Победы, адмирал в запасе Фёдор Смуглин.
Анимация: 1. Константин Бронзит («Он не может жить без космоса»); 2. Надежда Меркулова, КМЖ «Юность» («Собака»); 3. Проект «Просто о важном. Про Миру и Гошу» («Про Миру и Гошу. Другой мальчик»). Награды вручал актёр Даниил Муравьёв-Изотов.
Художественное кино. Дебют: 1. Дарья Беднарская («Спасти нельзя оставить»); 2. Никита Манец («Мелочь»); 3. Краснодарская киностудия «ЛисАрт» («Эссе о первой любви»). Награды вручала Оксана Сташенко.
Любительская песня: 1. Дмитрий Шевченко («Светлое Христово Воскресение»); 2. Екатерина Володина («Серебряный голос России»); 3. Николай Горбунов («В хмуром небе чаечка»). Награды вручала певица и актриса Виктория Белова.
Художественная литература: 1. Александр Тимофеевский («Кулинария эпохи застолья»); 2. Лидия Перевощикова («Чудо ниоткуда»); 3. Алексей Терентьев («21 добрая сказка. Сказки древнего бога Бая»). Награды вручал Олег Рой.
Художественное кино: 1. Виктория Рунцова («Телёнок»); 2. Артур Цомая, Андрей Комаров («100 шагов»); 3. Евгений Емелин («Варавва»); 4. и 5. Специальные дипломы — Киножурнал «КОМПОТ» («Яма»); Наталья Верёвкина (мюзикл «Вокруг света»). Награды вручала Екатерина Гусева.
Гран-при — Александр Галибин (художественный фильм «Сестрёнка»). Вручали награду Инна Гомес, Александр Усанин и кинорежиссёр Владимир Потапов.
Члены Экспертного совета премии в 2020 году — Александр Михайлов, Любовь Казарновская, Олег Рой, Лариса Вербицкая, Инна Гомес, писатель Рами Блект, Александр Пятков, Григорий Гладков, протоиерей Андрей и матушка Ольга Юревичи, Дина Корзун, Татьяна Залужная (Любаша), основатель газеты «Музыкальный Клондайк» Елена Лащенко, актриса Лариса Преториус, Андрей Максимов, актриса Наталия Дрожжина.

### 2021
4 декабря 2021 года состоялась трансляция проведённой в Музее Победы VI церемонии награждения премией «На Благо Мира» в следующих номинациях:
Анимация: 1. Галина Степанова, Екатерина Лыжова («Хранитель маяка»); 2. Дмитрий Чирков («Сторожевой пёс Верный»); 3. Яна Анциферова («Бабушкин кактус»); 4. Специальный диплом — Надежда Меркушева («Мама не любит папу»). Награды вручал Руслан Алехно.
Видеоролики: 1. Мария Ганькова («Страна простора»); 2. Марина Таргакова («Внук героя»); 3. Денис Шаблий («Хоккей без границ»). Награды вручали Леся Ярославская и Григорий Гладков.
Интернет-сайты: 1. Владимир Кальян («MUSECUBE»); 2. Анна Христочевская («Строгино не склоняется!»); 3. ГАУК Республики Бурятия «Республиканская детско-юношеская библиотека». Награды вручала актриса Ольга Калашникова.
Познавательная литература: 1. Светлана Примак («Волшебные сказки о детях-героях»); 2. Сергей Лазарев, Михаил Лазарев («Рецепт счастья»); 3. Любовь Гараз («Помогатор по русскому: как говорить правильно»). Награды вручала Марина Девятова.
Теле/видеопередачи: 1. Алёна Рожкова («Жить для других»); 2. Светлана Крючкова, Телеканал «Спас» («В поисках Бога»); 3. Татьяна Риснянская, Детская студия «Серебряный Марс Медиа» («ProFan. Врач ветеринарной медицины»); 4. Специальный приз — Александр Минаков («Родные люди из Германии»). Награды вручала продюсер телеканала ПРНК Анна Третьякова.
Театр: 1. Роман Львович, Вадим Жук, Театр «Зазеркалье» («Путешествие Муравьишки, или От рассвета до заката»); 2. Театр дождей («Дикий»); 3. Юлия Гойтиева, Алексей Чумаков, Санкт-Петербургский кадетский корпус «Пансион воспитанниц МО РФ» («Девочки»); 4. Специальный диплом — Николай Рингбург, Театр «У Никитских ворот» («Сон смешного человека»). Награды вручала Ирина Лачина.
Профессиональная песня: 1. Леонид Агутин («Включите свет»); 2. Niletto («В мире людей»); 3. Борис Гастев, Елена Воробьёва («Память»); 4. Специальный приз — Анастасия Бубнова («Миру на благо»). Награды вручала певица и актриса Виктория Белова.
Документальное кино: 1. Артур Варданян («Прикосновение. Ваге Согоян»); 2. Ирина Минигалеева («Парикмахер добра»); 3. Владимир Потапов («Я убегаю на фронт»). Награды вручал Борис Дворкин.
Художественное кино. Дебют: 1. Сергей Тютин («Крошка»); 2. Краснодарская киностудия «ЛисАрт», Олег Андросов («Двое»); 3. Светлана Семёнова («Самостоятельный»). Награды вручал Александр Олешко.
Любительская песня: 1. Надежда Берестова («Васильки»); 2. Олег Булгак («40 ватт любви»); 3. Даниил Хачатуров («Велосипедная история»). Награды вручали Татьяна Залужная (Любаша) и Бедрос Киркоров.
Художественная литература: 1. Григорий Кружков («Гном Гильом и лунный котёнок»); 2. Татьяна Маркинова («Сказки для и про особенных детей»); 3. Надежда Кузнецова («Чтобы помнили…»). Награды вручала основатель газеты «Музыкальный Клондайк» Елена Лащенко.
Художественное кино: 1. Егор Сальников («Смотри как я»); 2. Роман Нестеренко, Татьяна Мирошник, Елена Калинина («Клятва»); 3. Игорь Мельников («Ванька»); Специальный диплом — Артём Угаров, Наталья Лебедева («Корица»). Награды вручала Дина Корзун.
Гран-При — Константин Щёкин (мультфильм «Огонёк-Огниво»). Вручали награду Инна Гомес и Александр Усанин.
Члены Экспертного совета премии в 2021 году — Любовь Казарновская, Олег Рой, Лариса Вербицкая, Инна Гомес, писатель Рами Блект, Александр Пятков, Григорий Гладков, протоиерей Андрей и матушка Ольга Юревичи, Дина Корзун, Татьяна Залужная (Любаша), Елена Лащенко, Андрей Максимов, Константин Бронзит, Виктория Белова, художественные руководители детского музыкального театра «Домисолька» Иван Жиганов и Ольга Юдахина. Режиссёр церемонии — актриса и режиссёр Ольга Дунаева.

## Порядок участия, подсчёта голосов и определения победителей
В жюри конкурса входят ведущие специалисты различных сфер деятельности. Состав Экспертного совета обновляется ежегодно. После того, как зрительское онлайн-голосование закончилось, комитет Премии отбирают финалистов, на основе голосов в каждой номинации. Каждый член Экспертного совета оценивает все произведения участников, после выставляются баллы и высказываются пожелания в назначении призовых мест. Подводит итоги Оргкомитет Премии. Он высчитывает суммы баллов и распределение призовых мест и формирует список победителей.

## Статуэтка
Статуэтки Премии «На Благо Мира» сделаны по макету скульптора Алексея Леонова — «девушка в античном платье несёт перед собой сердце, символизирующее высокую мораль и культуру, освещая им мир». Статуэтки изготовлены из бронзы, покрытой слоями меди, никеля и золота как символического «эталона нравственности».

## Отзывы
Как отмечал (2012) кинорежиссёр, политический и общественный деятель Станислав Говорухин:
Одним из актуальных направлений государственной политики является приведение общества к политическому и национальному согласию, которое возможно лишь при возрождении духовности России и развитии культуры с использованием всех доступных средств… По моему мнению, с этой целью действует реализуемый в настоящее время социальный проект «Национальная интернет-премия „На Благо Мира“».